# Garrigues (comarque)
Les Garrigues est une comarque catalane d'Espagne, située dans la province de Lérida. Son chef-lieu est Les Borges Blanques

## Carte
| Anoia Bages Segarra Solsonès Conca de · Barberà Moianès Osona Berguedà Basse · Cerdagne Alt · Urgell Pallars · Sobirà Val d'Aran Alta · Ribagorça Pallars · Jussà Noguera Urgell Pla · d'Urgell Segrià Garrigues Alt · Penedès Baix · Llobregat Barcelonès Vallès · Occidental Maresme Vallès · Oriental Ripollès Garrotxa Alt Empordà Pla de · l'Estany Gironès Selva Baix · Empordà Garraf Baix · Penedès Tarragonès Alt · Camp Baix · Camp Priorat Ribera · d'Ebre Terra · Alta Baix Ebre MontsiàFrance Pyrénées-Orientales Ariège Haute · Garonne Andorre Aragon Communauté valencienneMer Méditerranée |

## Géographie

### Les communes
l'Albagés, l'Albi, Arbeca, Bellaguarda, les Borges Blanques, Bovera, Castelldans, Cervià de les Garrigues, el Cogul, l'Espluga Calba, la Floresta, Fulleda, la Granadella, Granyena de les Garrigues, Juncosa, Juneda, els Omellons, la Pobla de Cérvoles, Puiggròs, el Soleràs, Tarrés, els Torms, el Vilosell, Vinaixa